# 페어럼구

페어럼 구의 위치

페어럼구(영어: Borough of Fareham)는 잉글랜드 햄프셔주에 위치한 비도시 자치구로 중심 도시는 페어럼이며 인구는 114,331명(2014년 기준), 면적은 74.2km2이다.